# Brett (nome)
Brett  è un nome proprio di persona inglese maschile e femminile.

## Varianti
- Maschili: Bret[1][2]
- Femminili: Brette[2]

## Origine e diffusione
Si tratta di una ripresa del cognome inglese Brett, che può derivare da due diversi etnonimi: il francese antico [le] Bret (o il medio inglese brett), che indicava un abitante della Bretagna; oppure l'inglese antico bret (o bryt, bryt), che designava invece gli abitanti celti dello Strathclyde.

## Onomastico
Il nome è adespota, ovvero non è portato da alcun santo. L'onomastico si può festeggiare il 1º novembre, giorno di Ognissanti.

## Persone

### Maschile
- Brett Anderson, cantante britannico
- Brett Dalton, attore statunitense
- Brett Dennen, cantante, chitarrista e compositore statunitense.
- Brett Dier, attore canadese
- Brett Favre, giocatore di football americano statunitense
- Brett James Gladman, astronomo canadese
- Brett Halsey, attore statunitense
- Brett Keisel, giocatore di football americano statunitense

### Femminile
- Brett Butler, attrice e scrittrice statunitense
- Brett Rossi, modella e pornoattrice statunitense

## Il nome nelle arti
- Lady Brett Ashley è un personaggio del romanzo di Ernest Hemingway Fiesta (Il sole sorgerà ancora).